# Felip Bertran i Güell
Felip Bertran i Güell (Barcelona, 25 de setembre de 1901 - Barcelona, 25 d'agost de 1965) va ser un polític i industrial català.
Era fill de Josep Bertran i Musitu i de Maria Cristina Güell López. Va col·laborar com a articulista a La Vanguardia. Va exercir el càrrec de conseller de Sanitat i Assistència Social de la Generalitat de Catalunya en el govern de Fèlix Escalas durant el Bienni Negre. Després del cop d'estat de juliol de 1936, va fugir de la zona republicana i va adherir-se al bàndol nacional, incorporant-se a l'Arma d'Enginyers d'Est. Durant la postguerra es va erigir com un representant destacat del gènere parahistoriogràfic de l'Espanya franquista.
Va ser president de la cimentera Asland i de l'empresa de transports Maquitrans.
Fou pare de Josep Felip Bertran de Caralt.

## Obres
- Felipe Bertrán Güell. Els serveis de sanitat i assistència social de Catalunya, 1936
- Felipe Bertrán Güell. Preparación y desarrollo del Movimiento Nacional, 1938.[4]
- Felipe Bertrán Güell. Rutas de la Victoria, 1939.[4]
- Felipe Bertrán Güell. Caudillo, profetas y soldados, 1939.[5]
- Felipe Bertrán Güell. La lección de Europa, 1940.[6]
- Felipe Bertrán Güell. Poblet, deber de nuestra generación, 1946
- Felipe Bertrán Güell. Los hombres en las empresas y en los estados, 1950

## Distincions
- Gran Creu de l'Ordre del Mèrit Civil (1958)[7]